# Eria microglossa
Eria microglossa är en orkidéart som beskrevs av Rudolf Schlechter. Eria microglossa ingår i släktet Eria och familjen orkidéer. Inga underarter finns listade i Catalogue of Life.